# (12398) Pickhardt
(12398) Pickhardt est un astéroïde de la ceinture principale.

## Description
(12398) Pickhardt est un astéroïde de la ceinture principale. Il fut découvert le 25 mai 1995 à Kitt Peak par le projet Spacewatch. Il présente une orbite caractérisée par un demi-grand axe de 2,16 UA, une excentricité de 0,13 et une inclinaison de 1,1° par rapport à l'écliptique.

## Compléments